# Terminal Ferroautomotora de Mar del Plata
La Terminal Ferroautomotora de Mar del Plata es una estación ferroviaria y terminal de ómnibus de la ciudad de Mar del Plata, en la provincia de Buenos Aires

## Historia y ubicación
La vieja terminal de ómnibus fue mudada en el año 2009 del antiguo edificio de Las Heras y Alberti a uno moderno ubicado en Luro y Jara creando la nueva ferroautomotora ubicada en un predio con una superficie de 17.000 metros cuadrados compartiendo así la terminal con el tren desde y hacia Buenos Aires.
El acceso peatonal a la estación está ubicado sobre la calle San Juan, entre 25 de mayo y 9 de julio, y desde allí se ingresa a un hall central donde se hay espacios para la gastronomía y también a otro lado se encuentran las 42 dársenas, 51 boleterías, y por medio de un hall se une a las 5 plataformas ferroviarias. La estación fue construida por el arquitecto Claudio Luis Lucarelli, en 11 meses, inaugurándose el 13 de diciembre de 2009. 
En los terrenos de esta estación ferroautomotora se encontró siempre la estación ferroviaria inaugurada en 1886 como la primera terminal de trenes del por entonces balneario preferido de la aristocracia porteña.

## Servicios

### Trenes
Es la estación terminal sur del servicio diésel de larga distancia que se presta desde la estación Constitución de la Ciudad Autónoma de Buenos Aires.
Desde marzo de 2013 no funcionan los servicios de pasajeros a Miramar por el mal servicio ofrecido por la antigua empresa Ferrobaires (disuelta en 2018) y el mal estado del ramal en general
El 8 de diciembre de 2001 la Revista Rieles, organizó un tren solidario a esta estación a cargo de un Coche Motor Liviano Materfer de la empresa Trenes de Buenos Aires, siendo el tercer tren solidario.

### Ómnibus
Llegan desde todo el país varias empresas a la ciudad, en mayor cantidad durante las vacaciones de verano.
Algunas de estas empresas son: 
- Chevallier
- Flecha Bus
- Rutamar
- El Cóndor
- Plusmar
- Autotransportes San Juan - Mar del Plata
- Jetmar
- Vía Bariloche

## Imágenes

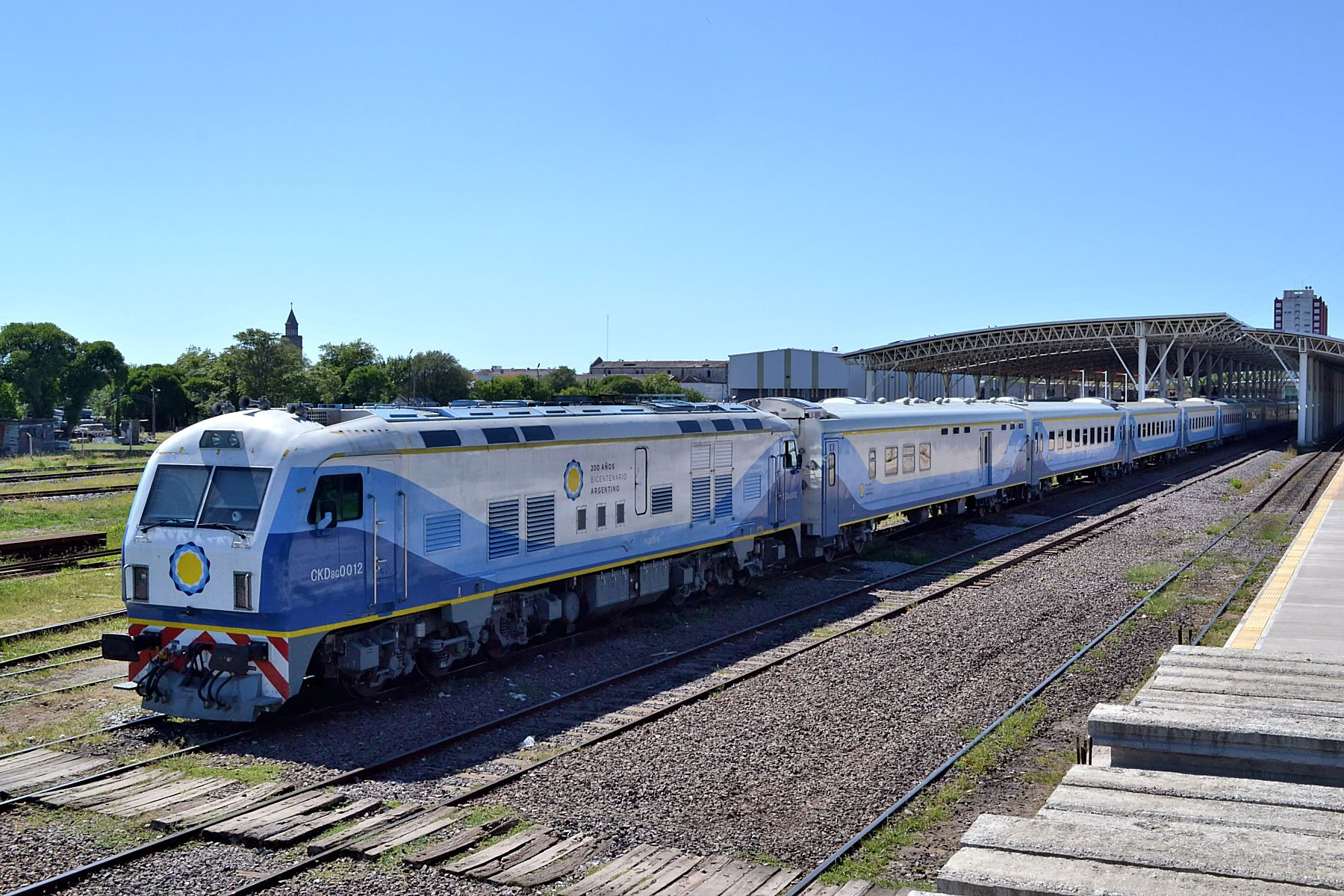
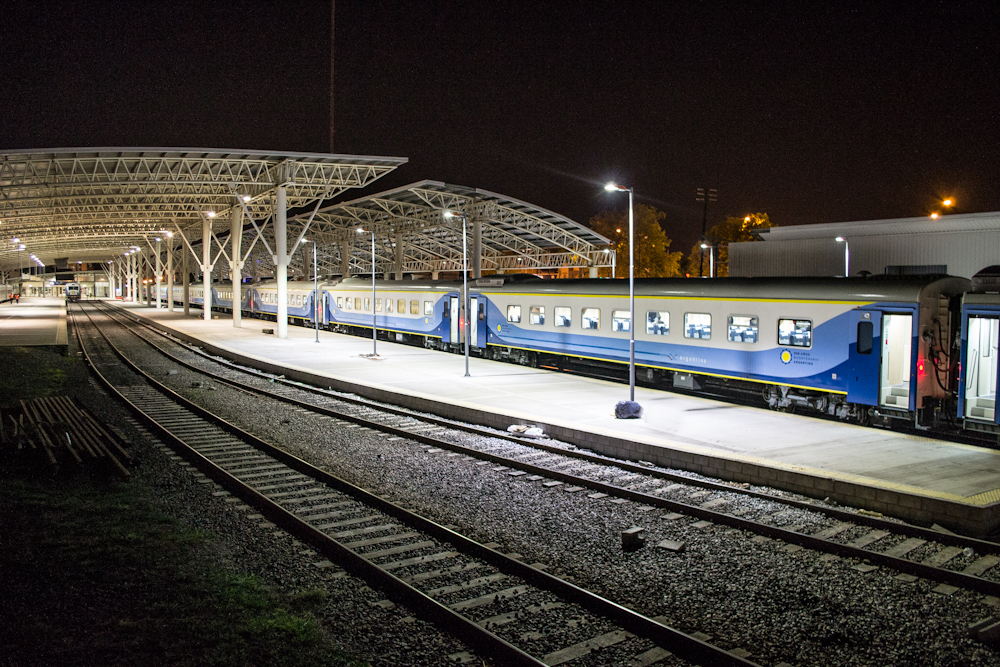
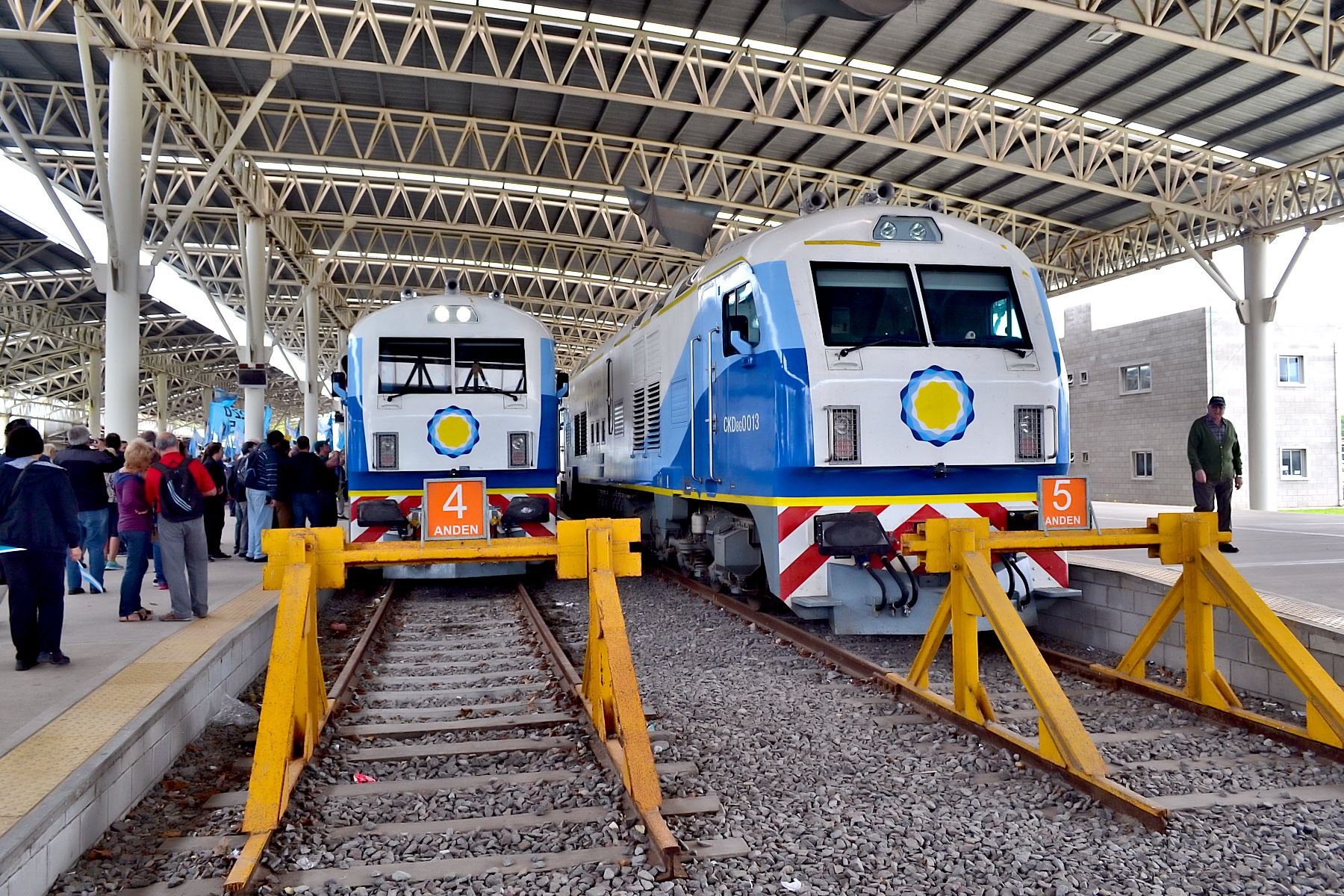
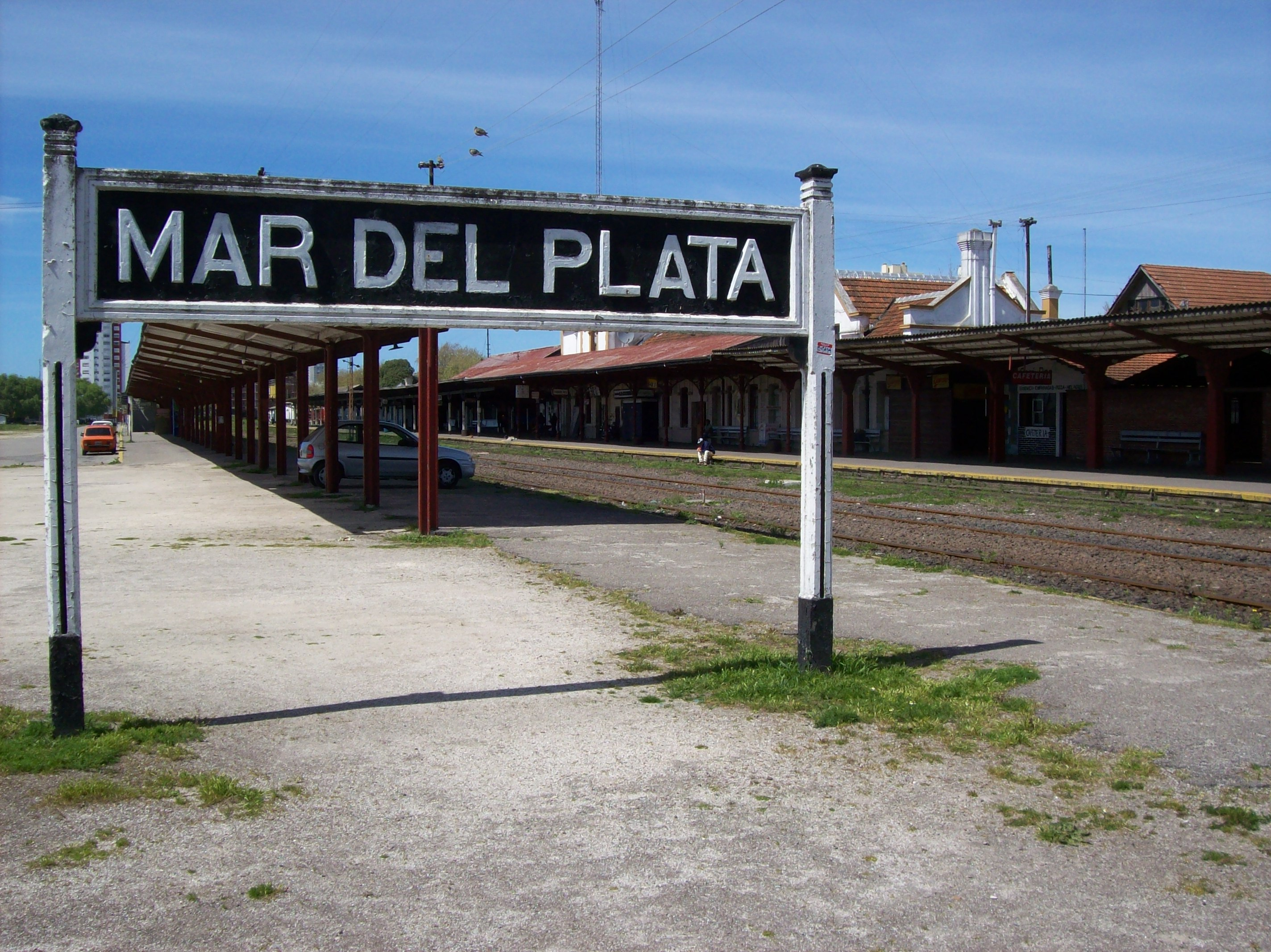
Cartel de la vieja estación
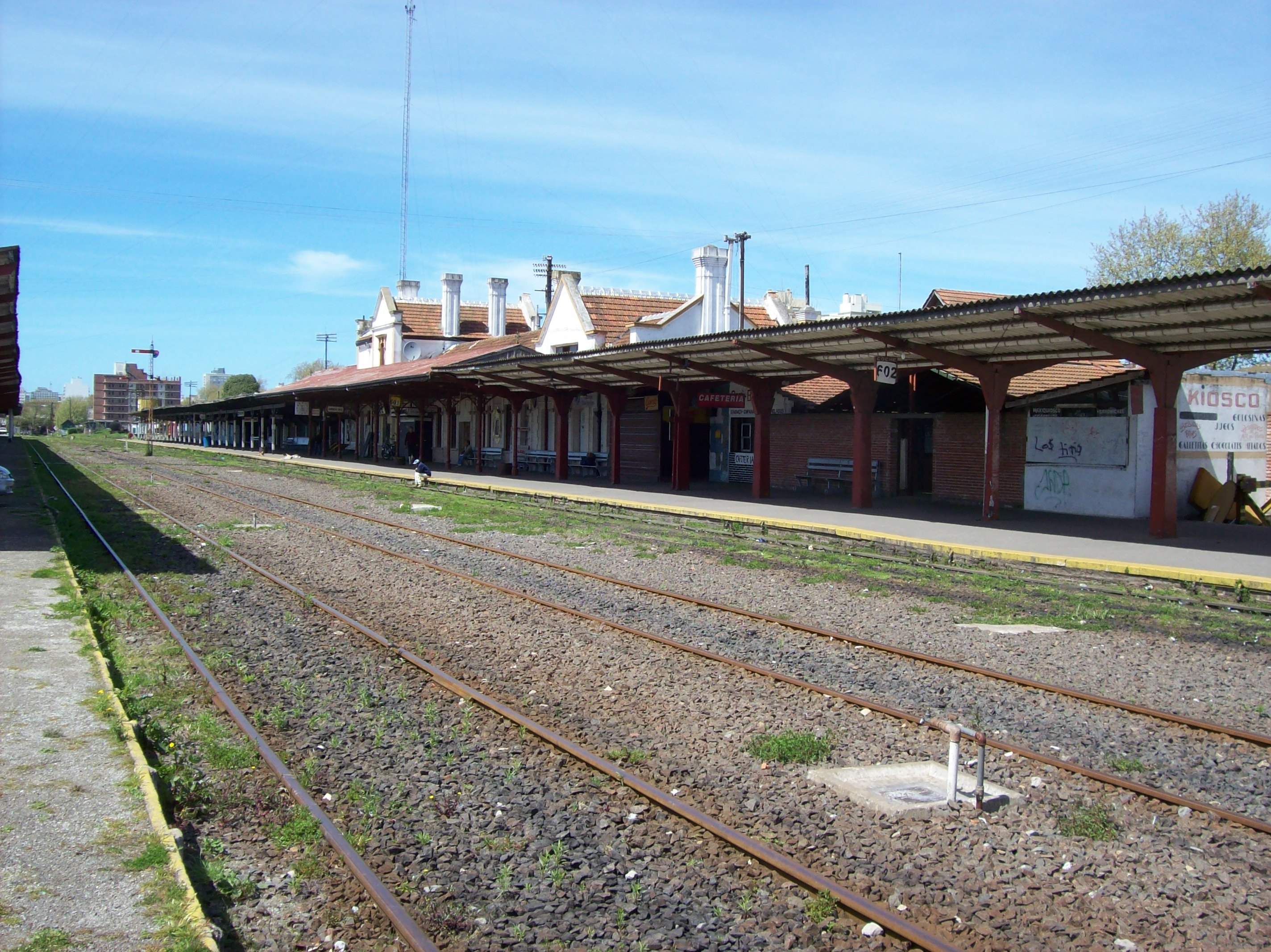
Andenes de la estación
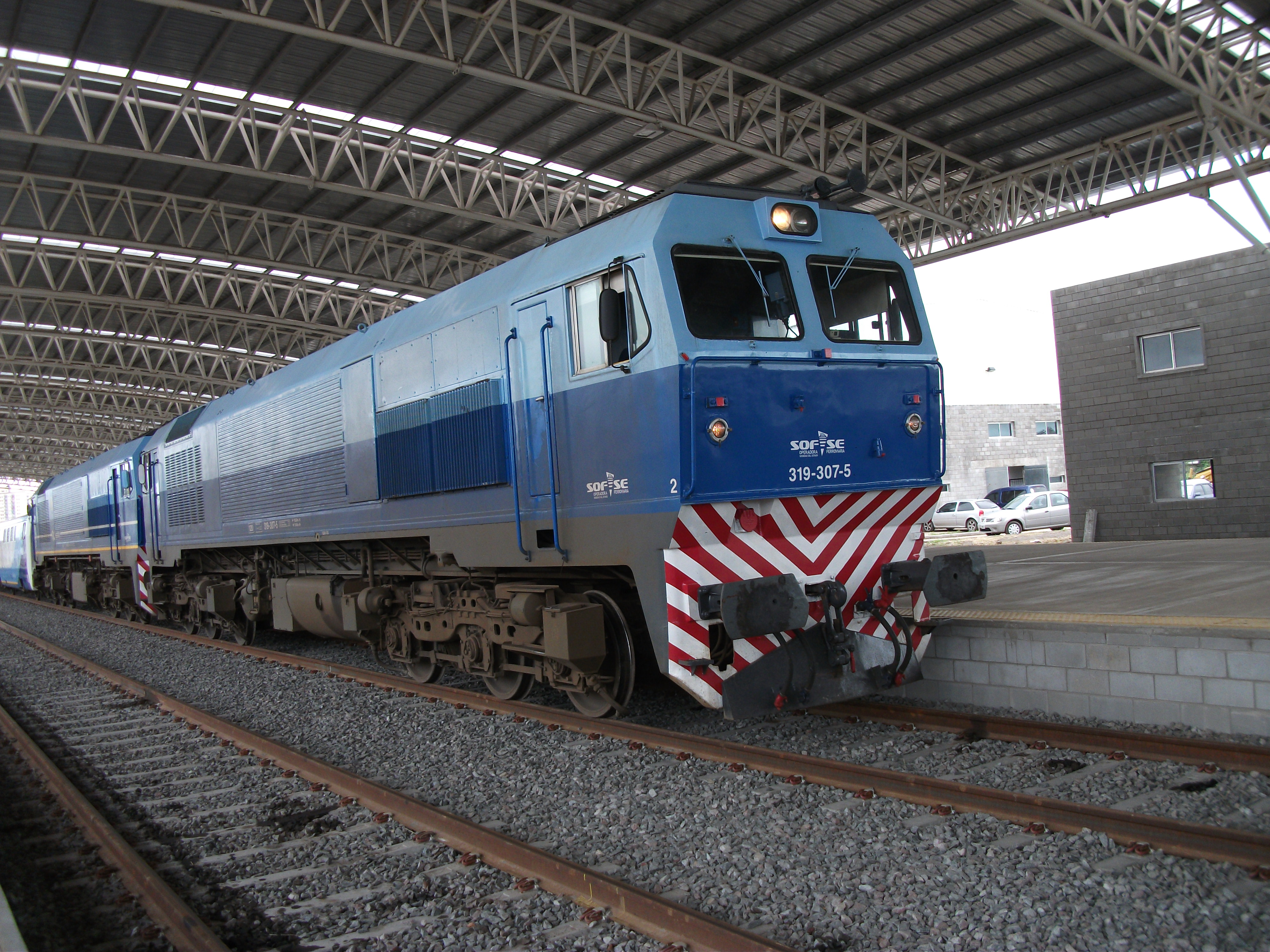
Servicio Talgo inaugural , año 2012, suspendido poco después

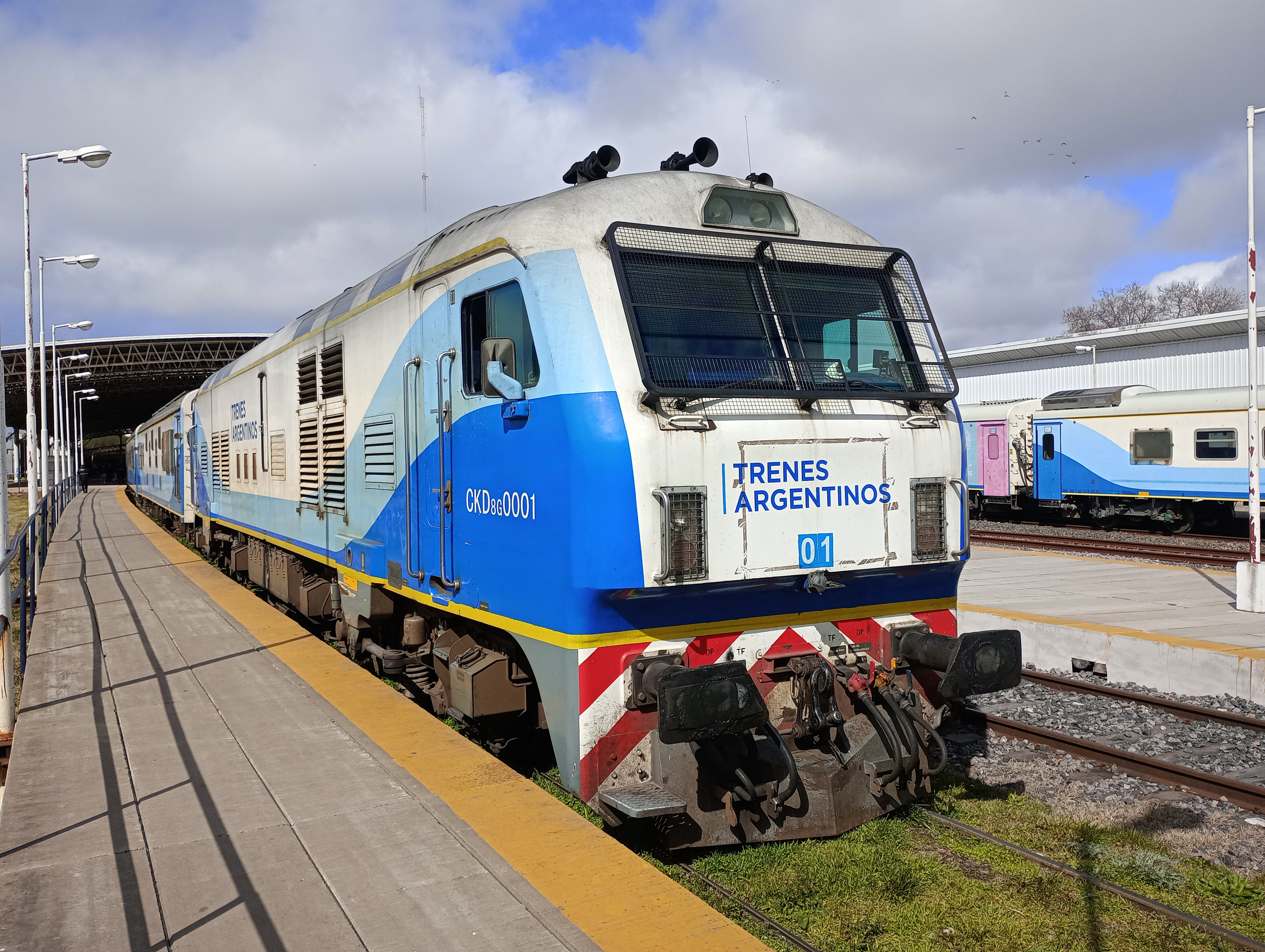